# Jaskinia Wodna pod Pisaną
Jaskinia Wodna pod Pisaną, nazywana także Jaskinią Pisaną – jaskinia znajdująca się w Dolinie Kościeliskiej w Tatrach Zachodnich. Jaskinia ma trzy otwory, łączna długość wynosi 450 m, położona jest na wysokości 1023–1028 m n.p.m. Najbardziej znany wylot jaskini znajduje się w odległości 4,3 km od Kir, powyżej Polany Pisanej, pod wapienną Skałą Pisaną. W miejscu tym wypływa z jaskini woda, która podziemnymi korytami i szczelinami przesącza się z Kościeliskiego Potoku, a także z Wąwozu Kraków. Wchodząc do jaskini tym otworem, brnie się po pas w zimnej wodzie. Silny prąd utrudnia poruszanie się. Jednak duża część jaskini jest pozbawiona wody, dlatego do jaskini wchodzi się najczęściej dwoma pozostałymi, łatwo dostępnymi otworami. Jeden znajduje się kilkanaście metrów na południe od otworu wylotowego z wodą, prawie w drodze prowadzącej Doliną Kościeliską. W latach 90. XX wieku został uszkodzony przy remoncie drogi. Kolejny jest kilkadziesiąt metrów na południe wzdłuż drogi zaraz przy Kościeliskim Potoku. Do połowy lat 90. XX wieku, kiedy oberwało się zbocze, częściowo zasypując otwór, był największym i najczęściej odwiedzanym wejściem do jaskini.

Jaskinia nie jest udostępniona turystom. W jej pobliżu znajduje się jaskinia Wyzior i Jaskinia Wodna przy Pisanej.

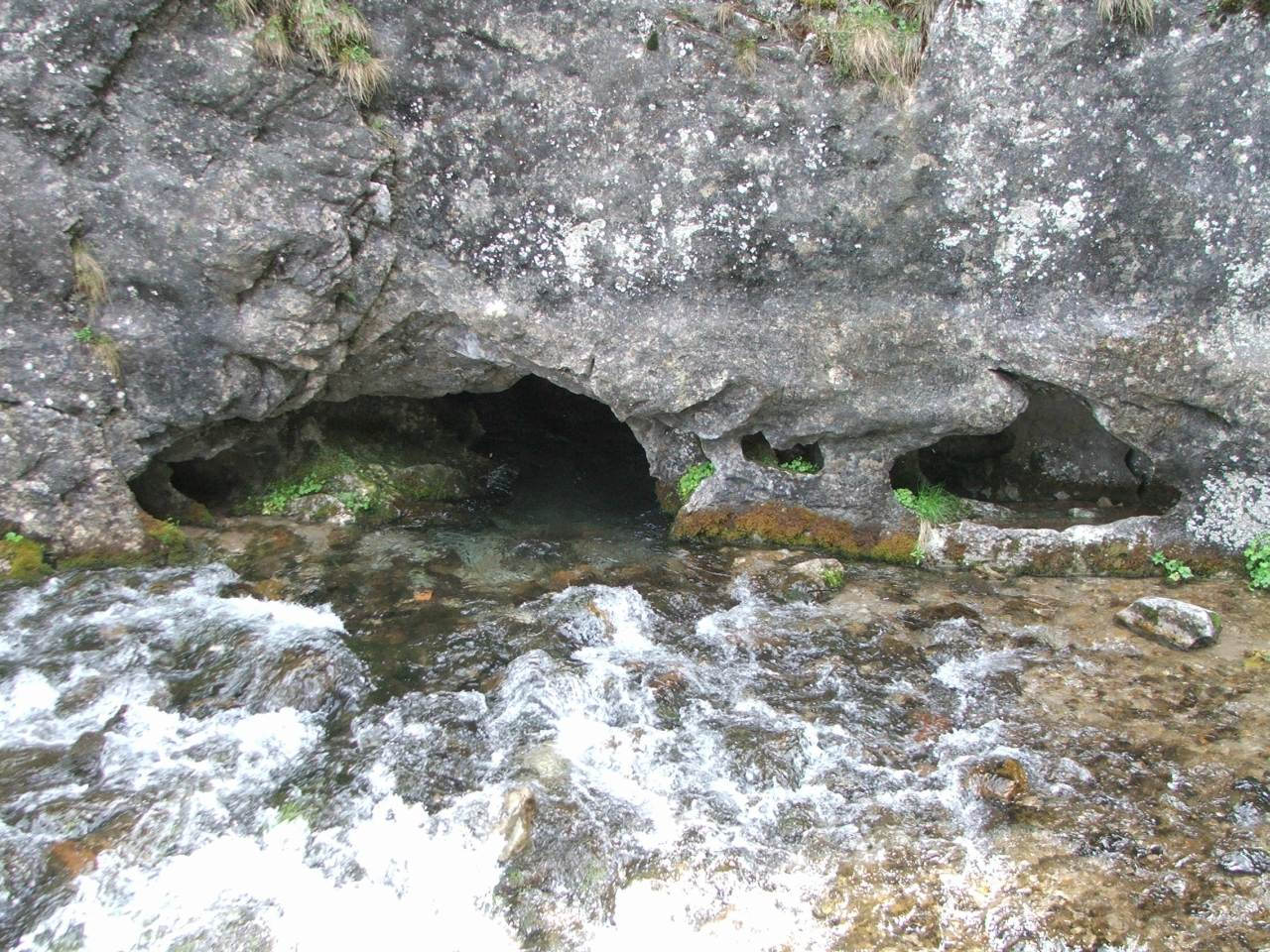
Otwór wejściowy Jaskini Wodnej pod Pisaną

## Opis jaskini
Od najbardziej znanego otworu pod Skałą Pisaną prowadzi obszerny korytarz, którym płynie potok (w bok odchodzi korytarzyk do trzech okien obok otworu), do sali nazwanej Komorą Goszczyńskiego. Odchodzi z niej kilka korytarzy. W lewo, idąc wodą pod prąd, dochodzi się do Komory Końcowej i syfonu (dojść tam można również równoległym korytarzem z Komory Goszczyńskiego nazwanego Stemple Czółna). Za syfonem prowadzi Nowy Korytarz, który kończy się nieprzebytym, kolejnym syfonem.
Z Komory Goszczyńskiego odchodzi kilka korytarzy, z których największym – Złotym Korytarzem – idzie główny ciąg jaskini. Prowadzi on do rozgałęzienia (przed nim odchodzi boczny korytarz do otworu wylotowego przy drodze), skąd w lewo idzie korytarz Stemple Czółna, a prosto (na prawo jest Korytarz Skrzelowy) do zasypanego częściowo przez zawalisko otworu przy Kościeliskim Potoku. Po drodze mija się boczne korytarze prowadzące w stronę nieznanych partii jaskini, z których dobiega szum wody.

## Przyroda
Nacieki nie występują. Natomiast w części korytarzy są buły hematytowe.
Korytarze od otworu w Skale Pisanej do Nowego Korytarza są stale wypełnione wodą, pozostałe są zalewane okresowo. Wypływ z jaskini jest zasilany przez 4 ponory położone w dnie Potoku Kościeliskiego na odcinku od mostka przy Krzyżu Pola do południowego otworu jaskini, a także z Zadniego Kamiennego.
W jaskini żyją nietoperze.

## Historia odkryć
Jaskinia Wodna pod Pisaną była znana miejscowym od bardzo dawna. Penetrowali ją poszukiwacze skarbów, górnicy. Pierwszego odnotowanego wejście dokonał ok. 1820 r. Ignatz Franz G. Blumenfeld (leśniczy z Witowa), ok. 1820 zwiedził ją Emanuel Homolacs, właściciel huty w Kuźnicach wraz z jej zarządcą Franciszkiem Kleinem. Znaleźli w jaskini resztki drewnianej obudowy, świadczące o wcześniejszym penetrowaniu. Później zwiedzali ją m.in.: Seweryn Goszczyński (1832), Jan Gwalbert Pawlikowski (1879), Jan Kasprowicz (1902). Jaskinia zbadana i opisana została w roku 1932 przez Stefana i Tadeusza Zwolińskich.
Z jaskinią tą wiąże się legenda o śpiących rycerzach króla Bolesława Chrobrego, którzy obudzą się, gdy będą potrzebni ojczyźnie (w innej wersji legendy rycerze ci śpią pod Giewontem, w jeszcze innej są to rycerze króla Bolesława Śmiałego). W 1896 r. rzeźbiarz Juliusz Wojciech Bełtowski na skale nad jaskinią dla upamiętnienia tych legend wykuł (słabo obecnie widoczną) płaskorzeźbę rycerza.
Ze względu na to, że jaskinia jest częściowo zalana wodą, nie do końca została zbadana. W 2008 roku odkryto kilkanaście kolejnych metrów korytarzy.